# Croisade (roman)
Pour les articles homonymes, voir Croisade (homonymie).
Croisade est le troisième volume de la trilogie fantastique Aquasilva, d'Anselm Audley.

## Résumé

### Première partie:Les Flammes de l'obscurantisme
Chapitre premier
Cathan, caché derrière le nom d’Atho, travaille pour Dione Faraïnos Polinskarn (en fait un nom d’emprunt), une bibliothécaire de la Retraite, sur une île isolée du Thétia.
Chapitre II
La Retraite est investie par des prêtres du Domaine, sous le commandement d’Amonis, récemment arrivés. Dione étant trop souffrante pour travailler, Cathan se rend à la station océanographique de la ville. Son ami Iulio l’invite à aller aider Corvina (cachée derrière le nom de Raimunda) et Vespasia à débarrasser un navire couvert d’une algue envahissante. Quelque temps plus tard, Amonis leur ordonne de débarrasser sa propre mante de cette même algue inconnue de tous. Amonis leur apprend juste qu’on la trouve au Qualathar, mais les thétiens doutent que cela soit vrai puisqu’aucun d’entre eux ne l’a encore vu.
Chapitre III
Corvina et Cathan se demandent pourquoi le Domaine envoie tant d’hommes ici, dans ce lieu à l'écart des voies maritimes principales, et qui plus est dans une des seules mantes qu’il possède. Ils en sont là de leur réflexion quand ils sont appelés au chevet de Dione, qui n’est en fait autre que Saldéris Okraya Polinskarn, hérésiarque aux yeux du domaine, puisqu’elle a écrit un livre interdit. À la mourante, ils font le serment de rester en vie quel qu’en soit le prix pour que le savoir qu’elle leur a transmis, à eux seuls, ne soit pas perdu. Elle les met en garde contre l’utilisation des tempêtes, même si c’est pour détruire le Domaine, et leur dit que seuls ceux qui sont à l’origine de celles-ci peuvent les aider à les comprendre. Puis elle décède après avoir reçu la bénédiction thétienne de Cathan, ce hiérarque sans trône.
Ils se font réveiller en pleine nuit par l’irruption des hiérophantes qui les emmènent dehors. Là, ils assistent impuissant au sac de la Retraite : les hiérophantes brulent tous les ouvrages et les meubles dans un immense feu.
Le lendemain, les prisonniers, traités comme du bétail, rencontrent un magicien empathicien téhamais. Corvina le connaît.

### Deuxième partie:La Mémoire de l'eau
Chapitre IV
Un an plus tard, Cathan et Vespasia sont toujours esclaves du Domaine. Celui-ci les qualifie pudiquement de pénitents. Ils travaillent avec d’autres dissidents de diverses origines au creusement d’un canal.
Ithyen Eirillia, un thétien qui était républicain quand Cathan l’a connu quelques années auparavant, arrive avec un cortège de hiérophantes pour chercher des volontaires afin d’effectuer un travail en milieu aquatique. Cathan et Vespasia se portent volontaires afin de quitter la chaleur implacable de la jungle qualatharaise.
Chapitre V
Les soldats les mènent jusqu’à des péniches qui remontent un cours d’eau. Les compagnons d’Ithyen sont Salmanosa, un prêtre halettite, et Murshash, un ingénieur. Lorsque les péniches ne peuvent plus progresser, les prisonniers poursuivent le chemin à pied en direction des hautes montagnes du Téhama. Ils arrivent à un barrage où Sévastéos Decaris, l’architecte impérial attend les nouveaux bras avec impatience. Il leur fait faire une visite guidée du chantier leur expliquant ce qu’il attend d’eux, mais pour Cathan et Vespasia quelque chose cloche dans cette histoire.
Chapitre VI
Dans un premier temps, les esclaves mettent en place les échafaudages qui permettront à travailler à la restauration du barrage. Cathan surprend par hasard une conversation entre Ithyen et Sévastéos, ce qui confirme ses soupçons que leur présence ici a une autre raison que la réparation du barrage. Oailos, un de leurs compagnons d’infortune, rejoint leur point de vue. Étrangement, on fait mettre dans le mortier de réparation une poudre rouge, qui s’avère être du bois-de-feu, une substance extrêmement chère.
Un soir que Cathan est à l’écart sur un gros rocher, admirant le crépuscule, Ithyen le rejoint et lui annonce que Palatine est toujours vivante.
Chapitre VII
Alors que les travaux de faible profondeur sont presque terminés, l’inquisiteur Amonis arrive accompagné de Corvina prisonnière de Memnon, l’empathicien qu’ils ont rencontré à la Retraite. Elle pensait pouvoir lui faire confiance, mais a été trahie.
La magie de Corvina est utilisée pour repousser l’eau de la paroi du barrage afin de permettre une inspection des parties les plus profondes de celle-ci.
Chapitre VIII
L'inspection se poursuit, mais le troisième jour, Corvina montre des faiblesses, ce qui provoque la mort de sept personnes. Pour la punir, Amonis la fit fouetter devant l’ensemble des esclaves. Plus tard les prêtres doivent s’éloigner du chantier, et redescendre dans la vallée. Ithyen en profite pour proposer à Cathan la libération de tous les esclaves. Il tuerait l’empathicien, ce qui permettrait à Cathan et Corvina d’utiliser leur magie afin de neutraliser les autres représentants du Domaine.
Chapitre IX
Le temps se dégrade à grande vitesse à l’approche d’une tempête. Les esclaves ont à peine le temps de protéger les échafaudages. Le soir, ils s’enfuient avec l’aide de Sévastéos et d’Ithyen, mais ne parviennent pas à neutraliser définitivement l’empathicien qui prend la fuite. Corvina finit par le rattraper et à se libérer de ses chaînes dont lui seul a la clé. Mais séparés des autres pénitents, ils doivent s’enfuir seul dans la nuit qualatharaise.
Chapitre X
S’engage alors une cavale à travers le Qualathar. Ils longent dans un premier temps le lac, ce qui les amène dans les ruines d’une ancienne ville, mais traversant la jungle, ils finissent par rencontrer la route de Tandaris à Kalessos. Mais ils décident d’emprunter une ancienne route, dont le dessin est presque effacé, et qui s’enfonce dans les montagnes.
Chapitre XI
Ils arrivent dans une cité abandonnée où ils passent la nuit. Cathan fait des cauchemars qu’il sait provenir directement de l’esprit de Corvina. Ils poursuivent leur chemin, mais doivent affronter un chaos climatique, vraisemblablement d’origine magique, avant d’atteindre le bord de mer. Là, ils sont rejoints par un empathicien.
Chapitre XII
Cet empathicien, est Tekla, qui était au service de feu l’Empereur Orosius. Il les mène vers une grotte, où il les questionne sur leur histoire récente. Il leur fait promettre de ne pas s’enfuir avant d’aller s’assurer que les téhamais qui sont à leurs trousses ont abandonné la poursuite. Le soir venu, il les conduit sur la plage où une raie vient les chercher. Cathan perçoit un point lumineux dans le ciel, qu’il pense être un Œil-du-ciel, avant de monter à bord de la raie qui rejoint à une mante, restée plus au large.
Chapitre XIII
À bord de celle-ci ils retrouvent Ukmadorian, le maitre de la Citadelle de l’Ombre et Sagantha, qui a perdu le contrôle du Qualathar depuis l’arrivée de l’Inquisition. Le capitaine Malak Engare, le panseur du bord, les soigne tous les deux, et apprend à Corvina qu’elle ne pourra jamais avoir d’enfants des suites de la torture au fouet éthéréen qu’Orosius lui a infligé.
Le lendemain survient une confrontation entre eux et Ukmadorian, en présence de Sagantha. Ils se voient accusés d’être responsables de la situation désastreuse du Qualathar, à la suite des péripéties qu’ils ont menées depuis leur fuite de la Citadelle. Cathan lui rappelle qu’en tant que hiérarque, et Corvina, Pharaonne, Ukmadorian leur doit obéissance et non l’inverse. Il commet l’erreur de lui avouer son objectif d’utiliser l’énergie destructrice des tempêtes pour détruire le Domaine, ce qu’Ukmadorian assimile à de l’hérésie. La discussion s’envenime et Ukmadorian les fait enfermer dans leur cabine.

### Troisième partie:Les Sables de l'histoire
Chapitre XIV
Prisonnier de ceux qu’ils considéraient comme des alliés, Cathan et Corvina cherchent un moyen de retourner la situation. Ils se proposent de s’échapper et de s’apprendre mutuellement la magie des éléments qu’ils ne maitrisent pas. Ukmodaorian fait brusquement irruption dans leur cabine déclarant que la Pharaonne est destituée et que les deux prisonniers doivent être maintenus séparément, car ils représentent ensemble un danger. Apparemment ils étaient espionnés. Mais Sagantha intervient cette fois-ci en faveur de Cathan et Corvina.
Chapitre XV
Deux jours de trajet environ, mais sans lumière pour les prisonniers. Après l’accostage, Cathan et Corvina sont emmenés les yeux bandés vers une geôle. Il s’agit d’une sorte de grande cage recouverte par un gros rideau. Lorsque celui-ci est levé, ils se retrouvent devant le tribunal du Cercle des Huit, un groupe d’importants personnages liés à l’Hérésie. L’empathicien Memnon montre ce qui s’est passé lorsque Corvina est retournée au Téhama en sa compagnie. Comment elle a émis l’idée d’utiliser les tempêtes contre le pouvoir du Domaine.
Chapitre XVI
Memnon montre comment il a tiré les informations de l’esprit de Corvina, dont l’emplacement de l’Aeon. Puis c’est au tour de Cathan d’être jugé, mais pas par la magie de l’empathicien qu’il risquerait de tuer, même involontairement. Comme ses réponses sont estimées insatisfaisantes, le tribunal décide d’utiliser la torture physique.
Corvina fait subitement usage de la magie de l’Ombre, tuant le garde qui attachait Cathan, mais elle se fait rapidement neutraliser et brimer. Le traitement qu’elle reçoit suffisent à rendre Cathan fou de rage. Sa colère lui fournit une force nécessaire pour se défaire de l’emprise de l’empathicien et réunir assez de magie pour mettre à sac le tribunal, assommant et tuant les membres et leurs gardes. Il soigne ensuite Corvina et tous deux s’enfuient dans la forteresse où ils sont retenus à la recherche d’information sur leur position et la nature du Cercle des Huit.
Chapitre XVII
Après avoir trouvé quelques informations sur l’origine du Cercle des Huit, ils retournent sur leurs pas pour quitter le château à bord d’une raie. En chemin ils trouvent un fanatique vénaticien prisonnier qui a été torturé. Ils décident de le libérer et de l’emmener avec eux. Au moment où ils arrivent au port, ils voient une raie qui revient vers son berceau. À ses commandes se trouve Sagantha qui est manifestement de leur côté puisqu’il a tué un garde du Cercle des Huit. Il les aide donc à s’échapper par la voie maritime, mais la route est barrée par quatre raies et une mante.
Chapitre XVIII
Une bataille sous-marine s’engage. Par ruse Sagantha parvient à détruire la mante, le Méridien, pilotés par ses subordonnés. Puis il pose la raie sur le fond sous un abri rocheux et à moitié enfouie dans la vase, la rendant ainsi invisible aux appareils de détection.

### Quatrième partie:Poussières d'Éden
Chapitre XIX
Ils arrivent à Ilthys avec un message de Giuliana Barrati, une panseuse, qui les remet dans les mains de son homologue Khalia Mezzano. Giulinana, surveillée par le Domaine n’a pas pu soigner correctement Corvina et Amadéo. C’est la raison pour laquelle elle les renvoie vers Khalia. Celle-ci veut les faire amener chez elle pour les soigner efficacement, mais ils sont restés dans la raie cachée dans une petite baie un peu plus loin sur la côte. La panseuse est celle qui a mis au monde Cathan (ou Caurosius comme il a été nommé à la naissance). Ayant vécu à la cour de l’Empereur, elle connaît déjà l’histoire d’Orosius, et veut que Cathan lui apprenne la sienne véritable.
Chapitre XX
Cathan et Sagantha retournent auprès de la mante à bord d’un petit navire de pêche, le « Sillage d’argent ». Un autre rôde, mais s’éloigne finalement. Alors qu’il rejoint la raie à la nage, Cathan est attaqué par un léviathan. Il est secouru par une femme étrangement armée, mais qui n’est pas une pêcheuse. Elle fait partie des soldats du gouverneur qui prennent d’assaut le « Sillage d’argent ».
Chapitre XXI
Ce sont les soldats d’Ithyen. Il est accompagné de Palatine. Après l’épisode du barrage, il est revenu ici où il possède de nombreux contacts. Ihtyen propose un nouveau plan pour conduire les deux blessés auprès de la panseuse. Celui-ci est accepté par Sagantha après que les deux hommes ont fait connaissance. Cathan retrouve également d’anciens compagnons pénitents, dont Oailos et Vespasia. De retour au port, ils reçoivent des nouvelles du Qualathar : Eshar a envoyé plusieurs dizaines de navires après les troubles causés par la destruction du barrage qui a provoqué un raz de marée.
Chapitre XXII
Cathan et Vespasia, tout en chargeant le « Lamantin » de caisses de fruit, discutent de stratégie. Pour elle, il est évident que l’utilisation de la magie en puisant dans la force des tempêtes représente le meilleur moyen d’anéantir la puissance du Domaine, en détruisant la Ville Sainte, son centre. Mais Cathan après tout ce qu’il a déjà entendu à ce propos, reste réservé quant aux conséquences.
Chapitre XXIII
Deux hiérophantes viennent clouer une affiche annonçant des sanctions sur la population si Ihtyen, dont la rumeur de la présence est arrivée jusqu’aux oreilles du Domaine, n’était pas livré rapidement. Le restant des marchandises arrive et est rapidement chargé grâce aux renforts de bras. Lorsque le « Lamentin » prend la mer, Cathan et Vespasia retournent à leur demeure. En chemin ils rencontrent une foule qu’Oailos monte contre le Domaine. Il s’appuie pour cela sur le fait qu’Ithyen est toujours considéré comme le véritable gouverneur d’Ilthys, contrairement au pantin mis en place par le Domaine. En représailles à cette réunion devant les portes de son temple, le Domaine réplique en brûlant les arbres de la place, blessant plusieurs personnes au passage.
Chapitre XXIV
Le lendemain est annoncée la capture d’Ithyen par le Domaine. La foule en rage se dirige à nouveau vers le temple. Cathan la suit. Le prêtre Abisamar, perché sur les remparts du temple, menace la foule d’Interdit sur la ville, ce qui la priverait de feu. Cathan fait usage de sa magie pour neutraliser le magicien, ce qui permet à la population de percer les fortifications. L’Interdit est toutefois mis en place, et une tempête s’approche. Cathan et corvina cherchent un moyen de stopper la tempête. En pleine réflexion, en chemin vers le temple, ils sont rejoints par Amadéo. Soudain Corvina se précipite vers une auberge en train de fermer ses portes où elle demande une feuille de papier. En utilisant sa magie, qui n’est pourtant pas celle du Feu, elle parvient à enflammer le bout de papier, malgré l’Interdit du Domaine. Cela est interprété par Amadéo comme un signe de Ranthas, dont il a été choisi comme témoin.
Chapitre XXV
Ils arrivent tous trois au temple pillé. Ils y trouvent Ithyen inconscient et quelques-uns de leurs alliés. Arrive alors le gouverneur Vanari accompagné d’Hamilcar. Il leur est proposé un procès équitable en échange de leur rédemption. Mais Corvina réitère son exploit de l’auberge. Palatine propose de faire ainsi un grand feu sur la place de la ville qui peut ainsi récupérer le feu.
Hamilcar annonce ensuite l’assassinat de l’empereur Eshar.

### Cinquième partie:Les Nuages de la guerre
Chapitre XXVI
Palatine et Cathan arrivent de nuit sur une île, avant-poste du thétia. Dans une maison perchée sur une falaise surplombant la mer, ils retrouvent Aurélia Tel Mandra, la mère naturelle de Cathan, et impératrice du Thétia, écartée du pouvoir.
À Ilthys, dans une salle de la Guilde des Teinturiers, Cathan et ses amis et alliés cherchent à savoir à qui profite l’assassinat de l’Empereur. Pour Sagantha, il est clair qu’il s’agit d’un acte du Conseil hérétique. Pour Palatine et Ithyen, cela représente l’occasion de reprendre le pouvoir du thétia, et d’y instaurer la République. Seulement, Sagantha est persuadé que la Marine ne soutiendra pas une République puisque celle-ci, serait dirigée par l’Assemblée, décadente. Mais alors qui mettre sur trône ? Cathan a la sagesse de le refuser. Reste Palatine, et Aurelia, mais celle-ci est trop âgée.
Chapitre XXVII
Départ pour Tandaris, au Qualathar: Aurelia, Hamilcar et Ithyen dans la rapide vedette du Domaine, les autres à bord d’une mante, plus lente, le « Croisade ». Celle-ci est surarmée, Elle a été volée par le Domaine au clan Polinskarn, lors du rapt de la Retraite. Elle est équipée de l’arme capable de détruire un autre vaisseau en faisant bouillir l’eau à sa périphérie : la « lance-de-feu ». En chemin, ils décident de faire escale à Thétis, même si cela les ralentit, pour chercher du renfort.
Chapitre XXVIII
Un navire ne répondant pas aux messages, suit le « Croisade ». La nuit, Cathan et Corvina vivent les mêmes rêves, voyant Sagantha faire usage de la torture. Mais ils doivent lui faire confiance car ces images sont émises par de l’empathicien Dracès, à bord de la mante poursuivante du Conseil.
Chapitre XXIX
Nouveau rêve de Cathan : il se trouve à Consécration, lors d’un coucher de soleil. Orosius est là, ainsi que Memnon et Corvina. Il se retrouve ensuite sur le bucher de Lépidor, où il a failli trouver la mort, mais il est cette fois le seul condamné face à la torche que tien Sarhaddon. Quand les flammes commencent à lui lécher les jambes, il se réveille pour trouver Palatine lui annoncer des problèmes à bord : les rêves introduits dans la tête des marins par Dracès risquent d’entraîner une mutinerie. L’équipage exige que la lance-de-feu soit utilisée pour se débarrasser du navire poursuivant. Finalement Sagantha décide de simplement le neutraliser, puisque des alliés potentiels peuvent se trouver à bord de celui-ci. À proximité du Qualathar, ce sont quatre mantes impériales qui attendent le « Croisade ». Elles sont commandées par le capitaine Kauanhameha, aux ordres du Pharaon.
Chapitre XXX
Ukmadorian est présent à bord de l’un des vaisseaux, et furieux les menace de destruction. Le combat est imminent, mais l’utilisation de la magie n’est pas possible, étant donné la proximité d’Empathiciens. Grâce à quelques subtiles manœuvres, Sagantha parvient à n’être plus poursuivi que par deux vaisseaux, dont le Rhadamanthys, avec à son bord Chlamas, membre du Conseil élémental. La tentative de Corvina de rallier son équipage se solde par un échec. Malgré la magie de l’ombre qui neutralise les captures du « Croisade », Sagantha parvient à mettre hors de combat les navires adverses. À bord du second, l’ « esprît de la mer », Laeas les prévient que toute la flotte du conseil est concentrée dans la mer intérieure et les attend, pleine de magiciens prêts au combat.
Chapitre XXXI
À nouveau le « Croisade » est assailli. Lorsque le combat tourne à son désavantage, malgré trois vaisseaux anéantis et l’ « Étoile d’ombre » endommagée, Corvina, Cathan, Palatine, Oailos et Amadéo décident partir à bord d’une raie de secours, rebaptisée l’« Apostat », afin de créer une diversion, et diviser les troupes adverses. Ainsi, ils s’engagent dans un chenal, protégés de l’ « Étoile d’ombre » qui les poursuit, par une barrière de corail. Ils peuvent assister à une terrible bataille navale entre les flottes du Domaine et du Conseil élémental. Malgré la confusion, ils restent une cible pour leurs poursuivants, mais parviennent à rejoindre la côte grâce à une action héroïque mais apparemment suicidaire du « Croisade » et l’intervention de l’ « Aegeta » avec à son bord Vespasia, qui leur donne rendez-vous à Tandaris.
Chapitre XXXII
L’arrivée à Tandaris est placée sous le signe d’un calme inhabituel. Oailos et Amadéo partent de leur côté informer la population de ce qui s’est passé à Ilthys, tandis que Palatine, Corvina, et Cathan tentent de rejoindre la maison de Tamanès, l’océanographe auquel ils demandent de l’aide. À la porte de la maison ils rencontrent Cléombrotus, aubergiste des océanographes, puis retrouvent Alciana à l’intérieur. Au moment où Tamanès leur propose de les accompagner jusqu’à la maison Canadrath, qui constituera un refuge sûrement plus efficace pour eux, les miliciens du Conseil frappent à la porte. Cachés à la cave, ils assistent impuissants à l’arrestation de Cléombrotus et Alciana, accusés de les avoir aidés à s’échapper. Ensuite Tamanès les chasse, car ils n’apportent que malheur partout où ils passent.
Chapitre XXXIII
Sitôt sortis de chez Tamanès, apparemment surveillée, ils sont pris en chasse par les téhamais, aidés de leurs jaguars. Ils sont rapidement rattrapés, mais repris par les hiérophantes d’Amonis, qui les conduisent à Sarhaddon. Ce dernier leur offre de rejoindre l’ordre des vénaticiens, ce qui les rendra intouchables, sinon ils seront torturés et exécutés.
Chapitre XXXIV
Ils sont amenés en haut des remparts du temple, bientôt rejoints par Midian, Amonis, Hamilcar Barca et deux dirigeants de grandes maisons marchandes de Taneth, deux amiraux thétiens, deux officiers supérieurs pharassiens et un montferranais aux allures de haut fonctionnaire, quelques équatoriens et un amiral cambressien, Xasar Karoa qui avait conduit Cathan et Sarhaddon jusqu’à Taneth, sept ans plus auparavant. Des représentants du Conseil élémental arrivent de l’autre côté de la place, annonçant que ses, troupes sont en passe de détenir une importante flotte de mantes et de libérer le Qualathar du joug du Domaine. Corvina se fait piéger par Sarhaddon qui lui a enlevé ses liens. Elle apparaît maintenant aux yeux de la population comme une traitresse au service du Domaine. La foule réclame alors sa mort. Palatine tente d’attaquer Midian, mais est rapidement neutralisée par les hiérophantes et emmenée. Bien à l’abri derrière son bouclier éthéréen, le temple se prépare à l’assaut. Cathan et Corvina sont ensuite emmenés pour subir la question.
Chapitre XXXV
C’est Cathan qui est torturé, suspendu, des poids attachés à ses pieds, afin de faire parler Corvina. Au bout d’un moment, furieuse, elle utilise la magie du feu, chose que les prêtres de Ranthas considèrent impossible étant donné qu’elle n’est pas magicienne de cet élément. Cela engendre un grand trouble de la part des prêtres, et les affole lorsqu’ils apprennent que tous les habitants d’Ilthys ont été témoins de faits semblables. En effet, si la nouvelle se répand, c’est l’autorité du Domaine qui risque d’être partout remise en question. Cathan et Corvina sont sauvés in extremis de la mort grâce à l’intervention de Sarhaddon qui persuade les autres prêtres de les utiliser, eux et leur magie, pour la propagande du Domaine.
Chapitre XXXVI
Cathan, Corvina et Palatine sont à nouveau amenés sur les remparts du temple. Sur la place, le Conseil annonce l’intronisation du nouvel Empereur, Arcadius. Mais peu de temps après, ils assistent à une véritable hécatombe dans les rangs du Conseil qui a cependant pris la précaution de s’attaquer aux murs du temple avec des armes primitives permettant de percer le bouclier éthéréen. Quand l’issue du combat semble décisivement en faveur du Domaine, les trois prisonniers sont emmenés par les hiérophantes, puisque Midian a finalement décidé qu’il préférait les voir morts. Mais soudain la porte du temple vole en éclats, ce qui permet une nouvelle offensive du Conseil.
Chapitre XXXVII
La surprise de la brèche permet aux trois prisonniers de se libérer de leurs hiérophantes. Ils assistent à l’entrée dans le temple de soldats du Conseil et d’une magicienne de l’Eau. Cathan et Corvina prêtent main-forte aux nouveaux arrivants accompagnés de Sagantha. Sarhaddon déclare que c’est lui-même qui a ouvert la brèche et que Cathan doit maintenant tuer Midian. Ithyen est tué, de même que Sagantha. Amadéo lance aux archers, qui menacent Cathan, d’écouter celui-ci. Il répète donc encore une fois l’usage de la magie du feu, montrant ainsi que ce n’est pas l’apanage des magiciens du Domaine. Sarhaddon profite du moment pour montrer que Ranthas n’est pas le seul dieu du feu, mais aussi de tous les éléments. Reglath Eshar, l’empereur, qui n’a en fait pas été empoisonné, se laisse convaincre que Cathan est un prophète. Il bénit Cathan avant d’être tué par Amonis, alors que Ninurtos s’attaque à Cathan. L’empereur mort, le maréchal Tanaïs ordonne à ses hommes de tuer tous les prêtres de Ranthas de la ville sauf Sarhaddon et Amadeo. Khalia arrive ensuite et soigne Cathan qui en a grand besoin. Tanaïs s’incline devant Cathan avant que celui-ci ne soit emmené par les brancardiers en lieu sûr.

### Épilogue:Les Spectres du paradis
Palatine a été nommée impératrice du Thétia. Elle s'adresse à son peuple la préparant à la guerre contre le Domaine.
Après le discours, Tanaïs apprend à Cathan, Corvina et Vespasia que ce ne sont pas les Tuonetars qui sont responsables des tempêtes, mais en fait lui et l’Empereur, à bord de l’Aeon.
Cathan prend alors la décision de l’utiliser pour annuler le dérèglement du climat, détruire ainsi l’influence du Domaine et du thétia afin que jamais plus sa famille n’exerce son influence néfaste sur le monde. Cette décision très brave, suscite chez Corvina la confirmation de son amour pour Cathan.